# EIF4A
eIF4A（eukaryotic initiation factor 4A）ファミリーは、3種類の密接に関連したタンパク質、eIF4A1、eIF4A2、eIF4A3からなる。しかしながらeIF4A3は他の2つとは異なる機能を持ち、一般的に「eIF4A」という場合にはeIF4A1ならびにeIF4A2を指すことが多い。eIF4Aはリボソーム40SサブユニットがmRNAに結合するために必要であり、また二本鎖RNAを巻き戻すヘリカーゼとしても機能する。

## 背景
真核細胞の基本的な生存を維持する機構は極めて複雑であり、タンパク質合成のいくつかの段階でも調節が行われている。こうした翻訳の制御は詳細な研究が行われている分野の1つとなっており、またヒトの翻訳制御はさまざまな疾患との関係が示唆され、関心は高まっている。ヒトの翻訳に関与する因子の多くはさまざまな真核生物で共通しており、受精後のウニ卵、マウス脳、ウサギ網状赤血球などのモデルシステムが翻訳開始や伸長の研究に用いられている。特定の外的因子の影響のもとで細胞内の個々のタンパク質の合成は刺激または抑制されており、さまざまなタンパク質の合成の相対的速度が外部条件によって大きく変化している可能性を初めて示唆したのは、ジャコブとモノーである。分子生物学のセントラルドグマのもとに多くの仮説が提唱され（ジャコブとモノーの仮説はその一例である）、約半世紀が経過した現在でも、遺伝子発現の調節には多くの謎が残されている。真核生物における成熟mRNAからタンパク質への合成過程は、翻訳の開始、伸長、終結という3段階に分けられ、中でも翻訳開始が律速段階となっている。翻訳開始過程の中でもボトルネックとなっているのは、いくつかのタンパク質によって促進されて40SリボソームがmRNAの5'末端のキャップ領域に結合する直前の段階であり、アミノ酸枯渇などのストレスによる制約が生じるのはこの段階である。
この段階で翻訳開始因子eIF2は、メチオニンが付加された開始tRNA（Met-tRNAi）、そしてGTPとともに三者複合体（TC）を形成する。この過程はeIF2のグアニンヌクレオチド交換とリン酸化によって調節されており、遺伝子発現のボトルネックとなる主要な調節段階となっている。翻訳が伸長段階へ進行するには、いくつかの開始因子によってリボソームとmRNAの結合が促進され、またmRNAの5' UTRの二次構造が十分に除去されている必要がある。こうした段階を促進するのがeIF4グループの開始因子である。eIF4AはeIF4F複合体の構成要素であり、eIF4Fは翻訳の正常な調節の他にも、がん細胞の形質転換やプログレッションにも関与しており、そのため興味深い研究領域となっている。

## 機構
真核生物の翻訳開始に関与する因子群（翻訳開始因子）は、eIF1からeIF6までのグループに分けられている。eIF4FはeIF3を介して、リボソーム40Sサブユニットがキャップ化mRNAへ結合する過程を担う。eIF4E（25 kDa）はmRNAのキャップに結合し、eIF4G（185 kDa）は足場タンパク質、そしてATP依存性RNAヘリカーゼであるeIF4A（46 kDa）はmRNAの5' UTRの二次構造を処理してリボソームの結合とその後の翻訳が起こりやすい状態にする役割を果たしている。これら3つのタンパク質をまとめてeIF4Fと呼ぶ。eIF4Aが最大の活性を発揮するためにはeIF4B（80 kDa）が必要であり、eIF4H（25 kDa）によってさらに促進される。コムギ胚芽の翻訳系を用いて行われた実験では、eIF4AはeIF4Bが存在しない場合にはATPよりもADPへの親和性が高く、eIF4BはADPへの親和性に影響を与えることなくATPへの親和性を10倍高めることが示されている。mRNAの5'キャップ領域に結合したリボソームは、48S複合体として（通常は）AUGからなる開始コドンを探索し、翻訳が開始される。

## 遺伝子
ヒトでは、eIF4A1をコードするEIF4A1遺伝子は17番染色体に位置し、11個のエクソンから構成される。eIF4A2をコードするEIF4A2遺伝子は3番染色体、eIF4A3をコードするEIF4A3遺伝子は17番染色体に位置する。

## タンパク質
eIF4AはDEADボックスヘリカーゼファミリーの典型的メンバーである。DEADボックスという名称は保存された4残基D-E-A-D配列を持つことに由来する。このファミリーに属するヘリカーゼは原核生物や真核生物に幅広く存在し、翻訳開始以外にも胚発生やRNAスプライシングなどさまざまな過程に関与している。酵母のeIF4AのX線結晶構造解析により約80 Åの長さのダンベル型の形状であることが明らかにされており、N末端ドメインとC末端ドメインをつなぐ11残基（18 Å）のリンカーによって、溶液中ではある程度の柔軟性と伸縮性を有すると考えられている。eIF4Aは細胞質に豊富に存在するタンパク質である。
eIF4Aの3つのアイソフォームのうち、eIF4A1とeIF4A2のアミノ酸類似性は95%であり、ウサギ網状赤血球の全eIF4F中の両者の量比は4:1である。3つ目のアイソフォームであるeIF4A3と他のアイソフォームとの類似性はわずかに65％であり、このアイソフォームはpre-mRNAスプライシングの際のエクソンジャンクション複合体の構成要素であると考えられている。